# Silnice III/03511
Silnice III/03511 je komunikace vycházející z Frýdlantu západním směrem ke státní hranici s Polskem, kde na ni navazuje silnice 352 vedoucí do Bogatyně. Začíná na křižovatce se silnicí I/13 v západních partiích města Frýdlant, odkud pokračuje jako Žitavská ulice. Před frýdlantským průmyslovým areálem společnosti Rasl a syn prochází místem, kde dříve tato silnice křižovala úzkorozchodnou trať z Frýdlantu do Heřmanic. Za ní komunikace lesy pokračuje až ke křižovatce se silnicí III/03512 a dále, na jižním okraji Kunratic, odbočuje ze silnice nejprve severním směrem III/0353 a následně jižním směrem III/03514. Od této křižovatky postupuje silnice III/03511 až k česko–polské státní hranici u polských Markocic, kde pod svým číslem končí a následně pokračuje již jako silnice číslo 352.